# Kimmo Joutvuo
Kimmo Joutvuo (ur. 22 maja 1976) – fiński kierowca wyścigowy.

## Biografia
W 2003 roku startował w Fińskim Pucharze Mini 1000. W sezonie 2004 zadebiutował w Fińskiej Formule 3. Rywalizował wówczas Dallarą F394 i zdobył trzy podia oraz 123 punkty, co dało mu czwarte miejsce w klasyfikacji końcowej. W latach 2005–2006 zdobył tytuł wicemistrzowski. Rok 2007 zakończył na dziesiątym miejscu w klasyfikacji. W sezonie 2008 rozpoczął starty Dallarą F396. Zajął wówczas trzecie miejsce w klasyfikacji. W sezonie 2009 wygrał pięć wyścigów, zdobył osiem podiów i został mistrzem Finlandii. W tym samym roku wystartował w Pucharze Formuły 3 Strefy Północnoeuropejskiej, zajmując ósme miejsce. W roku 2010 został sklasyfikowany na czwartym miejscu w serii Nordic Formula 3 Masters.